# Historisches Jahrbuch

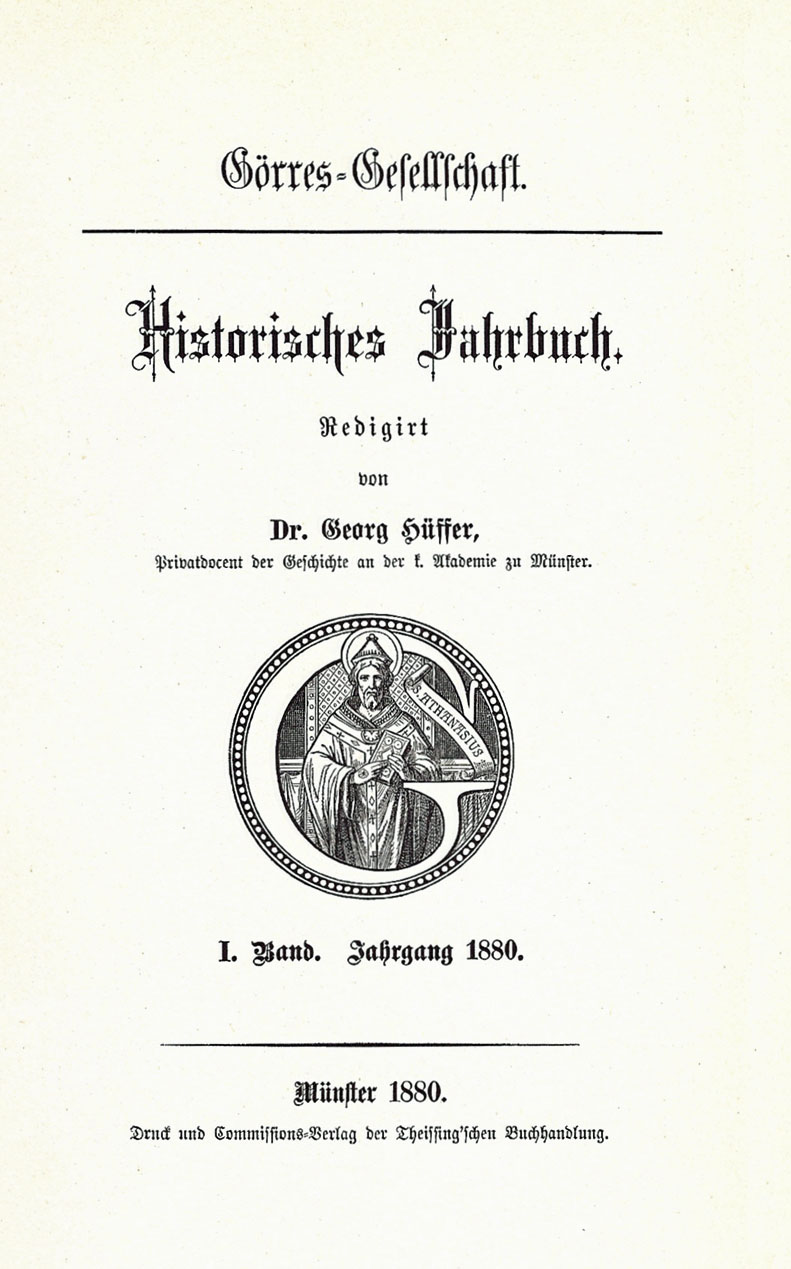
Historisches Jahrbuch I. Band 1880, Redakteur Georg Hüffer

Das Historische Jahrbuch ist eine der ältesten geschichtswissenschaftlichen Fachzeitschriften im deutschen Sprachraum. Das Jahrbuch wurde 1880 während des Kulturkampfes als Publikationsorgan katholischer Historiker gegründet. Aufsätze zur Geschichte des Katholizismus im deutschsprachigen Raum und zur christlichen Kirchengeschichte nehmen daher bis in die Gegenwart hinein breiten Raum ein. Der zeitliche Rahmen der Aufsätze, Berichte und Besprechungen reicht von der Alten Geschichte über das Mittelalter und die Frühe Neuzeit bis zur Zeitgeschichte. Unter Einbeziehung der außereuropäischen Perspektiven stehen übergreifende Fragestellungen, wissenschaftliche Kontroversen und die Diskussion von Grundfragen im Mittelpunkt.
Bei seiner Gründung war der erste Redakteur der Münsteraner Privatdozent der Geschichte Georg Hüffer. Das Historische Jahrbuch wird bis heute im Auftrag der Görres-Gesellschaft herausgegeben. Aktuelle Herausgeber sind Karl-Heinz Braun, Thomas Brechenmacher, Wilhelm Damberg, Amalie Fößel, Christoph Kampmann, Ludger Körntgen, Bernhard Löffler und Britta Kägler. Es erscheint seit seinem 70. Jahrgang (1951) im Verlag Karl Alber, Freiburg / München.
Von 1937 bis zu seinem Tod 1977 war Johannes Spörl alleiniger Herausgeber. Schon seit 1931 war er als Redaktionsgehilfe bei seinem Lehrer und Vorgänger Philipp Funk tätig. 1941 wurde die Görres-Gesellschaft zwangsaufgelöst. 1942 musste das Historische Jahrbuch sein Erscheinen mit Band 62 einstellen. Der bereits versandbereite Band und alle Restbestände des Jahrbuchs fielen einem Bombenangriff zum Opfer. Der erste Nachkriegsband, der 62.–69. Jahrgang 1949 übernahm die Beiträge von Band 62 unverändert.
Im Vorwort des 62. Jahrgangs schrieb Johannes Spörl:

„Mit diesem Band stellt vorläufig das Historische Jahrbuch aus kriegswichtigen Gründen gemäß einer Verfügung der Reichspressekammer sein Erscheinen ein. Damit endet eine 62-jährige Bemühung deutscher Geschichtswissenschaft, der Erkenntnis der historischen Wahrheit zu dienen und zur Weltgeltung deutschen Geisteslebens einen Baustein beizutragen. Mir als dem letzten Herausgeber war es vergönnt, fünf Jahre lang verantwortlich die Schriftleitung zu betreuen, deren Träger vorher so bedeutende Historiker wie Hermann von Grauert, Erich König, Heinrich Günter und Philipp Funk waren. Ich habe das Glück gehabt, dabei von Männern wie Heinrich Finke und Aloys Schulte unterstützt zu werden... Aus einer bestimmten geistesgeschichtlichen Situation des vorigen Jahrhunderts hervorgegangen, blieb das Historische Jahrbuch allzeit fern jeder engen konfessionellen Bindung und dem allzu billigen Anlehnen an gängige Schlagworte. Künftige historiographische Forschung möge darüber entscheiden, wie weit es dieser dem lauten Tagesgeschrei abholdem Zeitschrift gelungen ist, die stille kontinuierliche Linie deutscher Wissenschaftspflege zu wahren. Ich wage zuversichtlich zu hoffen, daß das Historische Jahrbuch diese Prüfung vor dem Urteil der Geschichte zu bestehen vermag und darüber hinaus es ihm in einer glücklicheren Stunde beschieden sein möge, seine vornehme Tradition erfolgreich fortzusetzen. – Bei der Wehrmacht – Johannes Spörl“

Zu den Jahrgängen 1 bis 100 hat Laetitia Boehm 1982 im Verlag Karl Alber Freiburg/München einen Registerband herausgegeben. Er umfasst Verzeichnisse der Herausgeber, der Verlage und der als Fest- oder Gedächtnisausgaben erschienenen Bände, ein Verzeichnis der Nekrologe und ein Autorenregister. Das Sachregister (S. 97–216) besteht aus den Teilen Allgemeine politische Geschichte, Allgemeine Geschichte christlicher Kirche, Quellenkunde im engeren Sinn, mit zusammen 27 Unterabschnitten.
Nach den Forschungen von Ursula Wiggershaus-Müller war die Existenz des Nationalsozialismus im Historischen Jahrbuch „kaum zu spüren“.